# Café Carina

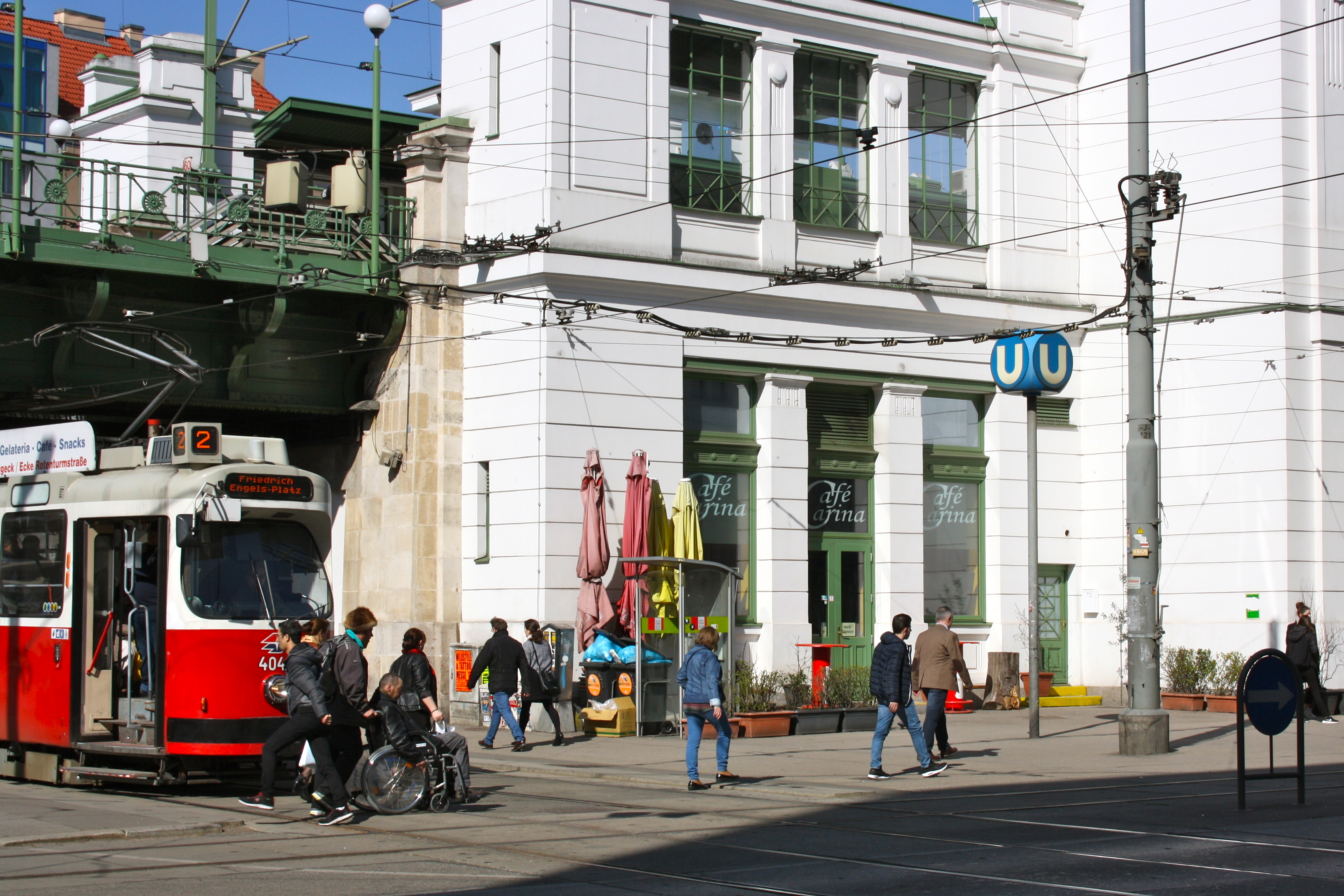
Café Carina

Das Café Carina ist ein Künstler- und Musikcafé im 8. Wiener Gemeindebezirk Josefstadt. Es befindet sich in einem von Otto Wagner entworfenen gemauerten Stadtbahnbogen (Nummer 42), der vom Stationsgebäude Josefstädter Straße der Wiener Stadtbahn, heute Linie U6, überblendet wird. Die reguläre Postanschrift lautet Josefstädter Straße 84.
Das heutige Café Carina war bis Ende 1984 ein über Generationen geführter Familienbetrieb namens „Andre“. Seit 1985 besteht es unter dem Namen Café Carina und hat sich seit Sommer 1997 durch Aktionen der Künstlergruppe trans wien als Kunstort etabliert. Durch weitere Veranstaltungen ist das Lokal neben Café Concerto und Chelsea zu einem festen Bestandteil der neuen Szene am Wiener Gürtel geworden.
Das Café versteht sich als ein Ort individueller künstlerischer Gestaltungsfreiheit, das durch die Selbstorganisation der Veranstalter ein sehr gemischtes Programm bietet. Der Veranstaltungskalender beinhaltet halbprivate Feste, Livemusik, DJ-Performances und Kabarett ebenso wie Symposien zur Gürtelproblematik, Filme oder temporäre und permanente Rauminstallationen.
Im Juli 2006 wurde das Café einer breiteren Öffentlichkeit bekannt, als Pete Doherty ein spontanes Konzert im Künstlerlokal gab. Unter den Zusehern befanden sich unter anderem Gustav und Björn von Mando Diao.